# Francis Talbot, 5th Earl of Shrewsbury
Francis Talbot, 5th Earl of Shrewsbury, död 1560, var en engelsk ämbetsman. Han var Lord High Steward of Ireland 1538-1560. Han stödde Maria I mot Jane Grey. 